# Miguel Ángel Álvarez Tomé
Miguel Ángel Álvarez Tomé (León, España, 25 de noviembre de 1958) es un exfutbolista y entrenador de fútbol español.

## Biografía
Trabajó como funcionario de la Diputación de León en el área de deportes.

## Clubes

### Como jugador
Álvarez Tomé tuvo una corta carrera futbolística, perteneció a la disciplina de la Cultural y Deportiva Leonesa y a la del Coyanza, equipo de Valencia de Don Juan, villa leonesa.

### Como entrenador
| Club                         | País   | Año       |
| ---------------------------- | ------ | --------- |
| Atlético Astorga             | España | 1991-1992 |
| Atlético Bembibre            | España | 1992-1997 |
| Cultural Leonesa             | España | 1997-1999 |
| Zamora CF                    | España | 2000-2001 |
| Cultural Leonesa             | España | 2001-2003 |
| SD Ponferradina              | España | 2003-2005 |
| Cultural y Deportiva Leonesa | España | 2005-2006 |
| Zamora CF                    | España | 2006-2009 |
| Granada CF                   | España | 2009-2010 |
| Deportivo Alavés             | España | 2010-2011 |
| Burgos CF                    | España | 2011-2012 |
| Caudal Deportivo             | España | 2014      |
| SD Ponferradina              | España | 2017      |
| Caudal Deportivo             | España | 2018-2019 |
| CD Villaralbo                | España | 2023-2024 |